# Werner Busch

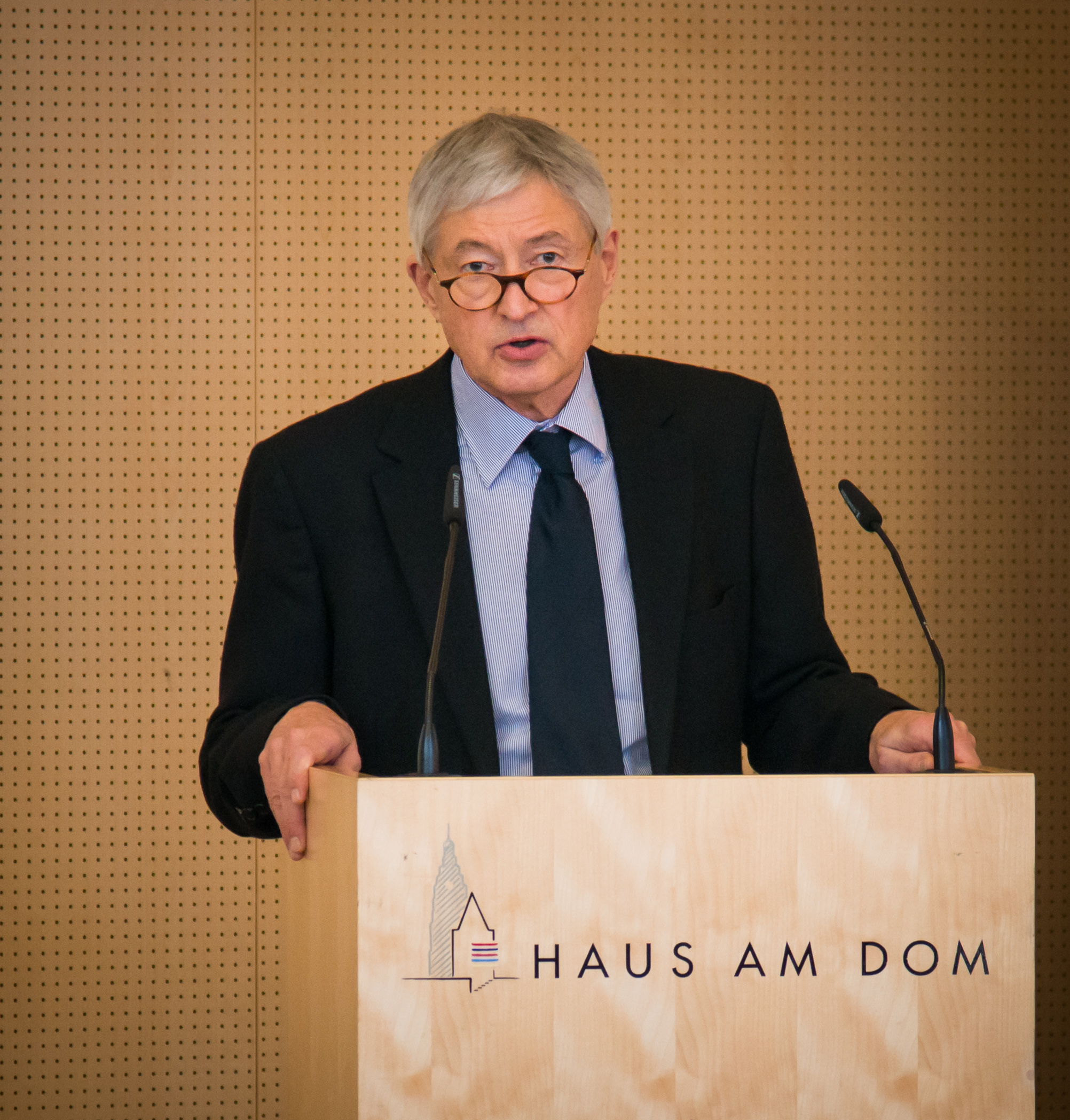
Werner Busch in Frankfurt am Main (Dezember 2013)

Werner Busch (* 21. Dezember 1944 in Prag) ist ein deutscher Kunsthistoriker.

## Leben
Werner Busch ist der Sohn von Günter Busch, dem Direktor der Kunsthalle Bremen von 1945 bis 1984. Er studierte von 1966 bis 1973 Kunstgeschichte in Tübingen, Freiburg, Wien sowie am Warburg Institute in London.
1973 wurde er in Tübingen mit einer Dissertation über William Hogarth promoviert.
Von 1974 bis 1981 war er wissenschaftlicher Assistent an der Universität Bonn, wo er sich 1980 mit einer Studie zur deutschen Kunst des 19. Jahrhunderts habilitierte.
Von 1981 bis 1988 war er Professor an der Ruhr-Universität Bochum, von 1988 bis 2010 Professor für Kunstgeschichte an der Freien Universität Berlin, wo er von 2003 bis 2009 außerdem Sprecher des Sonderforschungsbereichs 626 „Ästhetische Erfahrung im Zeichen der Entgrenzung der Künste“ war. Im Kollegjahr 2003/2004 war Busch Forschungsstipendiat des Historischen Kollegs München.

## Werk(e)
Buschs Forschungsschwerpunkte sind die englische Kunst des 18. Jahrhunderts, die europäische Kunst des 18. und 19. Jahrhunderts, die Kunsttheorie, Druckgraphik und Zeichnung sowie das Verhältnis von Kunst und Naturwissenschaften im 18. Jahrhundert.
Einer größeren Öffentlichkeit bekannt wurde Werner Busch durch das „Funkkolleg Kunst“, das 1983–1985 im Medienverbund entwickelt wurde und einem breiten Kreis von interessierten Hörfunk-Teilnehmern die Kunstgeschichte nahebrachte.

## Publikationen
- Leben im Exil. Begegnungen mit Emigranten der Kunstgeschichte. Deutscher Kunstverlag, Berlin 2025, ISBN 978-3-42280253-7.
- Romantisches Kalkül. Caspar David Friedrichs „Kreuz an der Ostsee“. Schlaufen Verlag, Berlin 2023, ISBN 978-3-98761003-5.
- Caspar David Friedrich. C. H. Beck, München 2021, ISBN  978-3-40681995-7.
- Die Künstleranekdote 1760-1960. C. H. Beck, München 2020, ISBN 978-3-40675825-6.
- Goya. C. H. Beck, München 2018, ISBN 978-3-40672755-9.
- Adolph Menzel. Auf der Suche nach der Wirklichkeit. C. H. Beck, München 2015, ISBN 978-3-406-68090-8.
- Verwandlung der Welt. Die romantische Arabeske. Herausgegeben mit Petra Maisak. Imhof, Petersberg 2013, ISBN 978-3865689153.
- Great wits jump. Laurence Sterne und die bildende Kunst. Wilhelm Fink Verlag, München 2011, ISBN 978-3770552160.
- Englishness: Beiträge zur englischen Kunst des 18. Jahrhunderts von Hogarth bis Romney. Deutschler Kunstverlag, Berlin/München 2010, ISBN 978-3-42206956-5.
- Das unklassische Bild. Von Tizian bis Constable und Turner. C. H. Beck, München 2009, ISBN 978-3-40658246-2.
- (Hg.) Verfeinertes Sehen. Optik und Farbe im 18. und frühen 19. Jahrhundert (= Schriften des Historischen Kollegs. Kolloquien. Bd. 67). Oldenbourg, München 2008, ISBN 978-3-48658490-5. (Digitalisat).
- Geschichte und Ästhetik. Deutscher Kunstverlag, München 2004, ISBN 978-3-42206529-1.
- Adolph Menzel. C. H. Beck, München 2004, ISBN 978-3-40652191-1.
- Caspar David Friedrich. C. H. Beck, München 2003, ISBN 978-3-40650308-5.
- Adolph Menzel, das Balkonzimmer. Heenemann, Berlin 2002, ISBN 978-3-78612429-0.
- Landschaftsmalerei. Reimer, Berlin 1997, ISBN 978-3-49601140-8.
- Funkkolleg Kunst: eine Geschichte der Kunst im Wandel ihrer Funktionen. Piper, München 1997, ISBN 978-3-49203949-9.
- Das sentimentalische Bild. C. H. Beck, München 1993, ISBN 978-3-40637554-5.
- Gedanken zur Handzeichnung. Hauschild, Bremen 1992, ISBN 978-3-926598783-.
- Romantik. Plöger, Annweiler 1987, ISBN 978-3-92457413-0.
- Kunst. Quadriga, Weinheim 1987, ISBN 978-3-88679150-7.
- Joseph Wright of Derby, Das Experiment mit der Luftpumpe. Frankfurt am Main 1986.
- Wie eindeutig ist ein Kunstwerk? Fischer, Köln 1986, ISBN 978-3-59623941-2.
- Die notwendige Arabeske. Mann, Berlin 1985, ISBN 978-3-78611417-8.
- Kunsttheorie und Kunstgeschichte des 19. Jahrhunderts in Deutschland. Band 1: Kunsttheorie und Malerei. Reclam, Stuttgart 1982, ISBN 978-3-15007888-4.
- Kunst als Bedeutungsträger. Mann, Berlin 1978, ISBN 978-3-78611153-5.
- Nachahmung als bürgerliches Kunstprinzip. Olms, Hildesheim/New York 1977, ISBN 978-3-48706000-2.